# جن

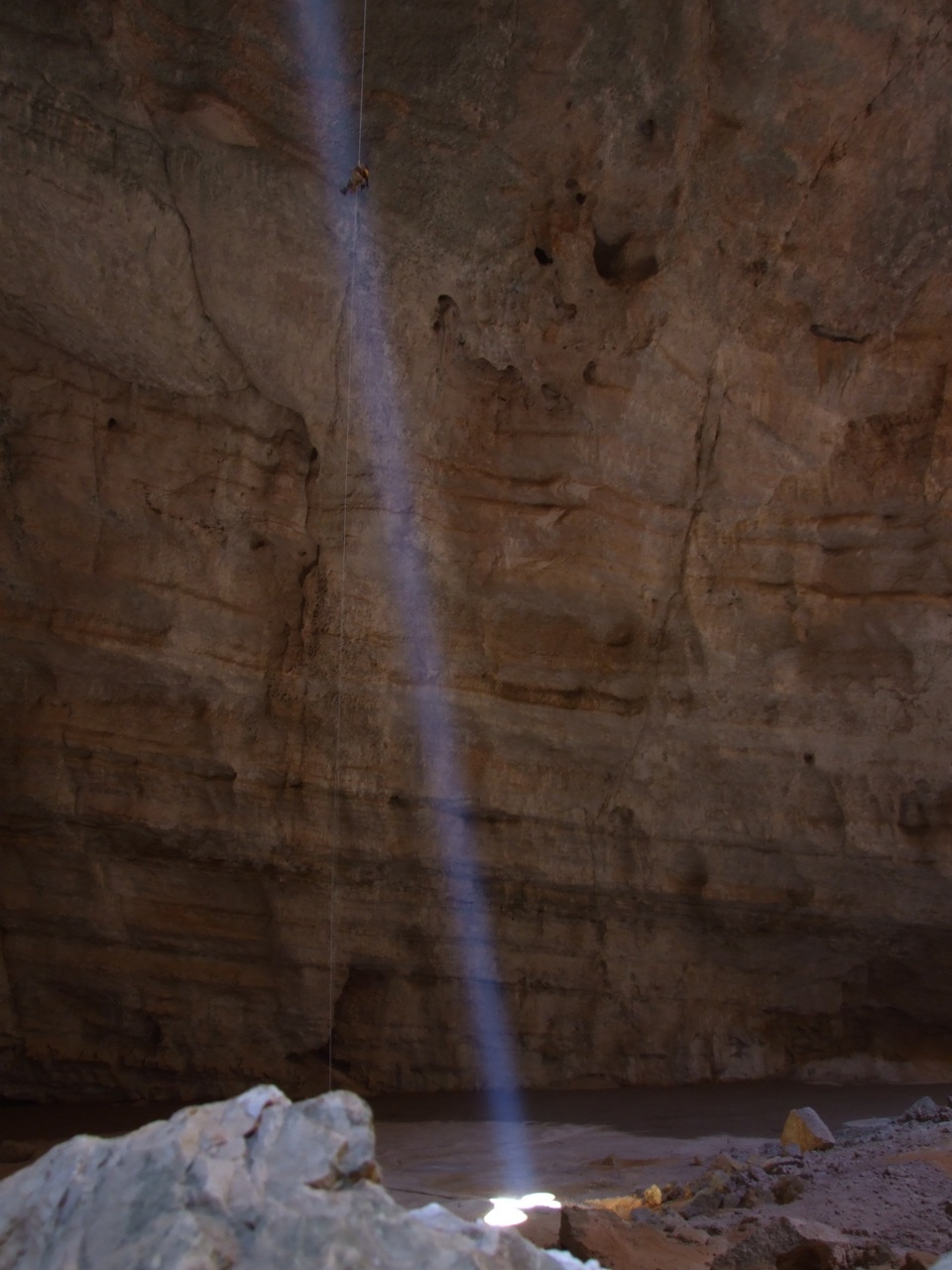
مغارة مجلس الجن في سلطنة عمان يعتقد أنها ملتقى الجان.

الجِنّ (اسم جمع لكلمة «الجَانّ»، ومفردها «جِنِّيّ»، أو «جِنِّيَّة»)، وفي القاموس: المفرد يسمى جني والأنثى تسمى جنية، وهو من الفعل جَن (بفتح الجيم وتشديد النون وفتحها) وهو بمعنى أستتر وغطى ومنها قولهُ تعالى في القرآن الكريم: ((فَلَمَّا جَنَّ عَلَيْهِ اؐللَّيْلُ))، أي سترهُ ظلام الليل وغطاه، وهم وبحسب الأديان والأساطير العربية القديمة الجن مخلوقات تعيش في ذات العالم ولكن لا يمكن رؤيتها عادة، وهي خارقة للطبيعة التي تدركها حواسنا، لها عقول وفهم، ويقال إنما سميت بذلك لأنها تستتر ولا تُرى. فلم ينكر المعتقد الإسلامي على العرب وجودها، بل أَفرد جزءاً ليس بيسير ليتحدث عنها في النصوص الدينية الإسلامية مزاوجا في كثير من الأحيان بين «الإنس» (أي الناس أو البشر) و«الجن».
يعتقد الكثير من الناس بوجودها وبأنها هوائية قادرة على التشكل بأشكال مختلفة، ولها قدرة على عمل الأعمال الشاقة، كما أجمع المسلمون قاطبة على أن النبي محمد مبعوث إلى الجن كما هو مبعوث إلى الإنس ولقد ورد ذكر ذلك في القرآن: ﴿قُلْ أَيُّ شَيْءٍ أَكْبَرُ شَهَادَةً قُلِ اللَّهُ شَهِيدٌ بَيْنِي وَبَيْنَكُمْ وَأُوحِيَ إِلَيَّ هَذَا الْقُرْآنُ لِأُنْذِرَكُمْ بِهِ وَمَنْ بَلَغَ أَئِنَّكُمْ لَتَشْهَدُونَ أَنَّ مَعَ اللَّهِ آلِهَةً أُخْرَى قُلْ لَا أَشْهَدُ قُلْ إِنَّمَا هُوَ إِلَهٌ وَاحِدٌ وَإِنَّنِي بَرِيءٌ مِمَّا تُشْرِكُونَ ۝١٩﴾ (سورة الأنعام، الآية 19)، وهناك سورة كاملة في القرآن اسمها سورة الجن.

## الجن في العلم الحديث
لا توجد أدلة علمية على وجود الجن في العلم الحديث، حيث أقيمت أبحاث وتحقيقات عدة عن المزاعم المنتشرة حول ما يُعرف بالبيوت المسكونة ولم تتوصل تلك التحقيقات والأبحاث إلى نتائج إيجابية. بينما في أحد التحقيقات توصل المحققون إلى أن وجود فراغات في الجدران وبعض الآلات الكهربائية القديمة كالمراوح يؤدي إلى ظهور الكثير من الأصوات عبر دوران وحركة الأجهزة وبسبب دخول الهواء في الجدران. كما أن سبب الرطوبة الشديدة يُعزى كذلك للأسباب المتعلقة بقدم تلك الدور.
من جهة أُخرى يُعزى كثيرٌ من حالات رؤية أو سماع الأجسام والكائنات الغريبة إلى هلوسات ذات صلة بالجاثوم أو بالباركينسون أو بتعاطي بعض المواد المخدرة فضلاً عن حالات نفسية مثل الشيزوفرينيا.
ويُضاف إلى الأسباب العلمية التي تجعل بعض الأشخاص يتوهم وجود كائنات أخرى تُراقبه ذات وجوه أو صفات مشابهة للبشر وخصوصاً في الليل والأماكن المتروكة هو الباريدوليا.
ويُعزى لعدد غير قليل من المواد الكيمياوية المحدثة للهلوسات دور إيهام العامة في بعض البلاد بوجود جن مسلط من قبل ساحر، حيث يوهم الساحر الناس بإعطائهم عدد كبير من الوصفات والتعليمات ويدس بينها إحدى المواد المهلوسة ذات التأثير الفعلي وكثير من هذه المواد مستخدمة في البلاد العربية أيضاً.

## الجن في الإسلام
يجمع المسلمون على إقرار وجوده وقد ورد في القرآن: ﴿وَالْجَانَّ خَلَقْنَاهُ مِنْ قَبْلُ مِنْ نَارِ السَّمُومِ ۝٢٧﴾ [الحجر:27]. ويوجد في القرآن سورة كاملة باسم الجن وهي سورة الجن.
ويعتقد المسلمون بأن للجن قوى مادية غير عادية، وأن الجن باستطاعتها رؤية الناس، والبعض يعتقد إن أجسام الجن غير مرئية وقادرة على التشكل بالشكل الذي تريده، ولكن الجن له وجود مادي لحياة عاقلة ورد ذكرهم في الكتب السماوية.
ويقوم بعض المتخصصين بالقراءة من القرآن على أشخاص مسهم أو تلبَّسهم الجن لإخراجهم ويحدث في ذلك مخاطبة الجني ومجادلته حسب اعتقاد بعضهم.
ولقد سموا جنًا في لغة العرب لاستتارهم عن العيون، فهم يرون الناس ولا يستطيع الإنسان رؤيتهم، وهذه الحقيقة ذكرت في القرآن: ﴿يَا بَنِي آدَمَ لَا يَفْتِنَنَّكُمُ الشَّيْطَانُ كَمَا أَخْرَجَ أَبَوَيْكُمْ مِنَ الْجَنَّةِ يَنْزِعُ عَنْهُمَا لِبَاسَهُمَا لِيُرِيَهُمَا سَوْآتِهِمَا إِنَّهُ يَرَاكُمْ هُوَ وَقَبِيلُهُ مِنْ حَيْثُ لَا تَرَوْنَهُمْ إِنَّا جَعَلْنَا الشَّيَاطِينَ أَوْلِيَاءَ لِلَّذِينَ لَا يُؤْمِنُونَ ۝٢٧﴾ [الأعراف:27] (سورة الأعراف، الآية 27)، والمقصود إن الإنسان لا يرى الجن على صورتهم الحقيقية التي خلقوا عليها ولكن قد نراهم بصور أخرى متجسدين لها أو وهمًا للعقل كشبح وغيره كما يحصل لبعض الأشخاص.
ويقرر القرآن إن حقيقة الجن خلق آخر غير الإنس وغير عالم الملائكة والأرواح، وبين الجن والإنسان قدر مشترك من حيث الإتصاف بصفة العقل والإرادة ومن حيث القدرة على اختيار طريق الشر والخير، ومن حيث التكليف بالعبادة وحسب ما ذكر في القرآن في قولهِ: ﴿وَمَا خَلَقْتُ الْجِنَّ وَالْإِنْسَ إِلَّا لِيَعْبُدُونِ ۝٥٦﴾ [الذاريات:56] (سورة الذاريات، الآية 56)، وفي قوله: ﴿وَالْجَانَّ خَلَقْنَاهُ مِنْ قَبْلُ مِنْ نَارِ السَّمُومِ ۝٢٧﴾ [الحجر:27] (سورة الحجر، الآية 27).

### الجن فيالقرآن
كان العرب المخاطبون بهذا القرآن أول مرة يعتقدون أن للجن سلطاناً في الأرض، وبين الإغراق في الوهم، والإغراق في الإنكار، يقرر دين الإسلام حقيقة الجن، ويصحح التصورات العامة عنهم ويحرر القلوب من خوفها وخضوعها لسلطانهم الموهوم:
- الجن لهم حقيقة موجودة فعلاً وهم كما يصفون أنفسهم: ﴿وَأَنَّا مِنَّا الصَّالِحُونَ وَمِنَّا دُونَ ذَلِكَ كُنَّا طَرَائِقَ قِدَدًا ۝١١﴾  (سورة الجن، الآية 11).
- منهم الضالون المضلون ومنهم السذج الأبرياء الذين ينخدعون: ﴿وَأَنَّهُ كَانَ يَقُولُ سَفِيهُنَا عَلَى اللَّهِ شَطَطًا ۝٤ وَأَنَّا ظَنَنَّا أَنْ لَنْ تَقُولَ الْإِنْسُ وَالْجِنُّ عَلَى اللَّهِ كَذِبًا ۝٥﴾(سورة الجن، الآية 4-5).
- هم قابلون للهداية من الضلال مستعدون لإدراك القرآن سماعاً وفهماً وتأثراً: ﴿قُلْ أُوحِيَ إِلَيَّ أَنَّهُ اسْتَمَعَ نَفَرٌ مِنَ الْجِنِّ فَقَالُوا إِنَّا سَمِعْنَا قُرْآنًا عَجَبًا ۝١ يَهْدِي إِلَى الرُّشْدِ فَآمَنَّا بِهِ وَلَنْ نُشْرِكَ بِرَبِّنَا أَحَدًا ۝٢﴾(سورة الجن، الآية 1-2).
- أنهم قابلون بخلقتهم لتوقيع الجزاء عليهم وتحقيق نتائج الإيمان والكفر فيهم: ﴿وَأَنَّا لَمَّا سَمِعْنَا الْهُدَى آمَنَّا بِهِ فَمَنْ يُؤْمِنْ بِرَبِّهِ فَلَا يَخَافُ بَخْسًا وَلَا رَهَقًا ۝١٣ وَأَنَّا مِنَّا الْمُسْلِمُونَ وَمِنَّا الْقَاسِطُونَ فَمَنْ أَسْلَمَ فَأُولَئِكَ تَحَرَّوْا رَشَدًا ۝١٤﴾(سورة الجن، الآية 13-14).
- أنهم لا ينفعون الإنس حين يلوذون بهم بل يرهقونهم: ﴿وَأَنَّهُ كَانَ رِجَالٌ مِنَ الْإِنْسِ يَعُوذُونَ بِرِجَالٍ مِنَ الْجِنِّ فَزَادُوهُمْ رَهَقًا ۝٦﴾(سورة الجن، الآية 6).
- أن الجن لا قوة لهم مع قوة الله ولا حيلة: ﴿وَأَنَّا ظَنَنَّا أَنْ لَنْ نُعجِزَ اللَّهَ فِي الْأَرْضِ وَلَنْ نُعْجِزَهُ هَرَبًا ۝١٢﴾(سورة الجن، الآية 12).

ولقد صححت هذه السور القرآنية ما كان يعتقده المشركون من العرب وغيرهم يظنونه عن قدرة الجن ودورهم في هذا الكون، حيث وردت في الجن آيات كثيرة توضح حقيقتهم في هذا العالم ومنها:
- ﴿يَا مَعْشَرَ الْجِنِّ وَالْإِنْسِ أَلَمْ يَأْتِكُمْ رُسُلٌ مِنْكُمْ يَقُصُّونَ عَلَيْكُمْ آيَاتِي وَيُنْذِرُونَكُمْ لِقَاءَ يَوْمِكُمْ هَذَا قَالُوا شَهِدْنَا عَلَى أَنْفُسِنَا وَغَرَّتْهُمُ الْحَيَاةُ الدُّنْيَا وَشَهِدُوا عَلَى أَنْفُسِهِمْ أَنَّهُمْ كَانُوا كَافِرِينَ ۝١٣٠﴾[11] (سورة الأنعام، الآية 130).
- ﴿وَالْجَانَّ خَلَقْنَاهُ مِنْ قَبْلُ مِنْ نَارِ السَّمُومِ ۝٢٧﴾ (سورة الحجر، الآية 27).
- ﴿وَلَوْ شِئْنَا لَآتَيْنَا كُلَّ نَفْسٍ هُدَاهَا وَلَكِنْ حَقَّ الْقَوْلُ مِنِّي لَأَمْلَأَنَّ جَهَنَّمَ مِنَ الْجِنَّةِ وَالنَّاسِ أَجْمَعِينَ ۝١٣﴾ (سورة السجدة، الآية 13).
- ﴿وَمَا خَلَقْتُ الْجِنَّ وَالْإِنْسَ إِلَّا لِيَعْبُدُونِ ۝٥٦﴾(سورة الذاريات، الآية 56).
- ﴿يَا مَعْشَرَ الْجِنِّ وَالْإِنْسِ إِنِ اسْتَطَعْتُمْ أَنْ تَنْفُذُوا مِنْ أَقْطَارِ السَّمَاوَاتِ وَالْأَرْضِ فَانْفُذُوا لَا تَنْفُذُونَ إِلَّا بِسُلْطَانٍ ۝٣٣﴾[12] (سورة الرحمن، الآية 33).
- ﴿قُلْ أُوحِيَ إِلَيَّ أَنَّهُ اسْتَمَعَ نَفَرٌ مِنَ الْجِنِّ فَقَالُوا إِنَّا سَمِعْنَا قُرْآنًا عَجَبًا ۝١﴾[13] (سورة الجن، الآية 1).
- ﴿مِنْ شَرِّ الْوَسْوَاسِ الْخَنَّاسِ ۝٤ الَّذِي يُوَسْوِسُ فِي صُدُورِ النَّاسِ ۝٥ مِنَ الْجِنَّةِ وَالنَّاسِ ۝٦﴾[14]

### الجن في السنة النبوية
- ورد في صحيح مسلم عن ابن مسعود قال: (كنا مع رسول الله صلى الله عليه وسلم ذات ليلة ففقدناه فالتمسناه في الأودية والشعاب، فقلنا: أستطير أو اغتيل، فبتنا بشر ليلة بات بها قوم، فلما أصبحنا إذا به جاء من قبل حراء فقلنا: «يا رسول الله فقدناك وطلبناك فلم نجدك فبتنا بشر ليلة بات بها قوم»، فقال صلى الله عليه وسلم: «أتاني داعي الجن فذهبت معه فقرأت عليهم القرآن»، قال ابن مسعود: فانطلق بنا، صلى الله عليه وسلم، فأرانا آثارهم وآثار نيرانهم...) صحيح مسلم بشرح النووي، 4/170.[15]
- وروي عن صحيح مسلم ومسند الإمام أحمد عن النبي محمد، قال: «خلقت الملائكة من نور، وخلق الجان من نار، وخلق آدم كما وصف لكم» صحيح مسلم بشرح النووي 18/123.[16]

#### أصناف الجن في السنة النبوية
عن جبير بن نفير عن أبي ثعلبة الخشني رضي الله عنه قال: قال رسول الله ﷺ: «الجن ثلاثة أصناف صنف لهم أجنحة يطيرون في الهواء وصنف حيات وكلاب وصنف يحلون ويظعنون» رواه الطبراني (22/214) (573)، و ابن حبان (14/26) (6156)، والحاكم (495/2).
فالجن على هذا الأساس لهم العديد من الأشكال والأصناف التي يتشكل بها، فمنهم الغواص في قولهِ: ﴿وَالشَّيَاطِينَ كُلَّ بَنَّاءٍ وَغَوَّاصٍ ۝٣٧﴾ (سورة ص، الآية 37)، ومنهم غير ذلك أصناف متعددة.
يمتاز الجن بسرعة التنقل بحكم أن جسدهم متكون من طاقة، نفس الطاقة الكهرومغناطيسية التي تنبعث من النار.

## الجن في الثقافات العربية
تحوي الثقافات العربية على العديد من القناعات والمفاهيم المتعلقة بالجن وتتداول بعض الأساطير والقصص عنهم بعضها يؤخذ للتسلية وقد يؤمن بعضهم بوجودها على أرض الواقع.
وأورد الدميري بعض أسماء الجن في الثقافة العربية ذكر منها ولم يحصرها في:
- أم الصبيان.
- أم الدويس.
- الغول.

والتصنيفات أعلاه لمسميات الجن عند الناس فقط، ولا يوجد دليل يبين حقيقة هذه الأسماء، ولا يعني ذلك وجودها حقيقة سوى في خرافات القصص الشعبية التي يتداولها البسطاء، مثل قصة علاء الدين والمصباح السحري، أو مارد المصباح وعموما لم يرد لهذه المسميات ذكر في مصدر موثوق، سوى كلمة شيطان وجن أو عفريت التي ذُكِّرَت في الكتب السماوية. ولغويًا يطلق جني وجان للمفرد وجن للجمع فإن أريد ممن يسكن البيوت مع الناس قيل عامر، فإن كان ممن يتعرض للأطفال والصبيان قيل روح أو أرواح، فإن كان خبيثا سمي شيطان، فإذا زاد خباثة وشرًا قيل مارد، فإن قوي على عمل الأعمال سمي عفريتا. وورد ذكرهم في الأدبيات العربية بأنهم يتصورون على شكل الحيوانات والبهائم ومنهم من يتصور بشكل الإنسان وهذا وهما للأعين لا حقيقة له، وورد ذكر تصور الجن في صورة القط الأسود والكلب الأسود، بل ورد ذكرهم كذلك في أدبيات القرون الوسطى في أوروبا لصورة الشيطان بأن له لحية مدببة وقرنان ورأس أسود وغير ذلك كما ورد في دائرة المعارف الحديثة صفحة 357.

## الجن في النقوش والآثار
لا تظهر الجن، بالمفهوم الإسلامي، في نقوش ما قبل الإسلام مطلقاً، وإنما توجد مجموعة من الآلهة الوصية والحامية في مدينة تدمر تسمى "جن" (ginnayê)، وظهرت عند الأنباط مرتين، وهي تسمية مشتقة من المصطلح اللاتيني genii (الجنيوس) الروح الحارسة في الدين الروماني.
تؤكد الباحثة إيميلي سافاج-سميث على التمييز بين الآلهة الصالحة والجن الشريرين، لكنها تعترف بأن مثل هذا التمييز ليس مطلقاً. في تدمر وبعلبك تستعمل مصطلحات "جني" و"إله" بالترادف. يرى فلهاوزن بالمثل أنه في عصور ما قبل الإسلام كان يُفترض وجود كائنات جنية صديقة ومفيدة. وهو يميز بين المصطلحين (إله وجني) استنادًا إلى العبادة، حيث تُعبد الجن في الخفاء بينما تجري عبادة الآلهة علناً. على الرغم من أن قابلية الجن للموت تجعلهم في مكانة أدنى من الآلهة. يبدو أن تبجيل الجن كان له أهمية أكبر في الحياة اليومية للعرب قبل الإسلام، أكثر من الآلهة أنفسهم. ثقافة الجن ومجتمعهم كانا مشابهين لثقافة عرب الجاهلية، حيث كان هناك زعماء قبليين يحمون حلفائهم وينتقمون لأي عضو في قبيلتهم أو حلفائهم.